# El Naranjo Airport
El Naranjo Airport är en flygplats i Guatemala.   Den ligger i departementet Petén, i den norra delen av landet, 300 km norr om huvudstaden Guatemala City. El Naranjo Airport ligger 110 meter över havet.
Terrängen runt El Naranjo Airport är platt. Runt El Naranjo Airport är det mycket glesbefolkat, med 2 invånare per kvadratkilometer. Närmaste större samhälle är Carmelita, 15,8 km nordost om El Naranjo Airport. I omgivningarna runt El Naranjo Airport växer i huvudsak städsegrön lövskog.